# オパティヤ
オパティヤ（クロアチア語: Opatija、イタリア語: Abbazia、ドイツ語: Sankt Jakobi）はクロアチア西部プリモリェ＝ゴルスキ・コタル郡の都市および基礎自治体で、リエカの南西部に位置するアドリア海沿岸の町である。2001年現在の人口は市街で7,850人、基礎自治体全体では12,719人である。

## 地勢
オパティヤはクヴァルネル湾に面しウチカ山脈 (en) の麓に位置している。ウチカ山脈の一番高い地点はヴォヤク山(Vojak)で標高1,401mである。オパティヤはイタリアのトリエステから鉄道で90km、プーラからは道路で82km離れた場所に位置している。オパティヤは地理的にはイストリア半島に位置するが、行政的にはイストリア郡には属しておらずプリモリェ＝ゴルスキ・コタル郡に属する。夏や冬のヴァカンスシーズンには著名なリゾート地となっており、平均気温は冬が10℃、夏は25℃である。オパティヤ周辺部は月桂樹の美林に囲まれ、美しい磯や入り江に沿った海岸の遊歩道での散策も楽しめる。

## 歴史
オパティヤは古代にはイリュリア人の一部族リブルニ族の領域に含まれていた。ローマ時代にはオパティヤ周辺はパトリキと呼ばれる貴族のヴィラがいくつかあり近くの町であるカストリューム・ラウレアナ、今日のラヴランに続いていた。中世、現代のオパティヤの町はおそらく小さな漁港があった村であるヴェプリナツとカスタヴに分かれていた。ベネディクト会の修道院が最初に1453年に言及されており、この間周辺に小さな村落が開発されていた。現代のオパティヤの歴史は1844年に遡り、リエカの裕福な商人であったイギニーオ・スカルパ（Iginio Scarpa）がヴィラ・アンジョリーナ（Villa Angiolina）を開きリゾート地としての基礎が築かれている。オパティヤはオーストリア皇室やオーストリア貴族の流行りの行楽地となり後にクヴァルナーホテル（1884年）のような豪華なホテルやカメリヤレストラン（Kamelija）、ケグレヴィッチ家 (en) による警察署などが作られた。オーストリア南部鉄道が運営する新しい鉄道路線がリエカに延伸されると、路面電車がオパティヤに敷かれた。オーストリア皇帝フランツ・ヨーゼフ1世は冬の間の数ヶ月を避寒のため温暖なオパティヤで過ごしていた。今日でも19世紀以来の高級ホテルやヴィラのいくつかは存続し営業している。1920年にオパティヤはイタリアに帰属することになった。その2年後、ファシズムが登場しイタリア政府はほとんどの公共部門と市民のイタリア化を押し進めたが、第二次世界大戦後の1947年、ユーゴスラビア領になるとイタリア系住民のイタリアへの移住が増加した。1991年にユーゴスラビアからクロアチアが独立すると町はクロアチア領の町となった。

## みどころ
オパティヤの地名はクロアチア語で修道院を意味し、14世紀以来の歴史深いベネディクト修道院"Opatija Sv. Jakova"が町の名の由来にもなっておりスヴェトグヤコヴァ公園に位置している。聖ヤコブ教会は1506年に建てられ1937年に拡張され、現在でも同じ場所に建っている。ネオ・ロマネスク様式で緑の丸屋根 (en) が顕著な受胎告知教会は1906年に建築家カール・ザイドゥル（Karl Seidl）によって設計された。

## ゆかりの人物
- ジュラ・ アンドラーシ - 政治家
- ロベルト・ゲルレ - ヴァイオリニスト
- レオ・スターンバック - 化学者
- テオドール・ビルロート - 外科医
- コスタ・ハクマン - 画家
- グスタフ・マーラー - 作曲家・指揮者
- フランツ・フォン・メラン - オーストリア帝国の貴族

## 姉妹都市
- カステル・サン・ピエトロ, イタリア
- イリルスカ・ビストリツァ, スロベニア
- バラトンフュレド, ハンガリー
- カルマニョーラ, イタリア
- バート・イシュル, オーストリア

## ギャラリー

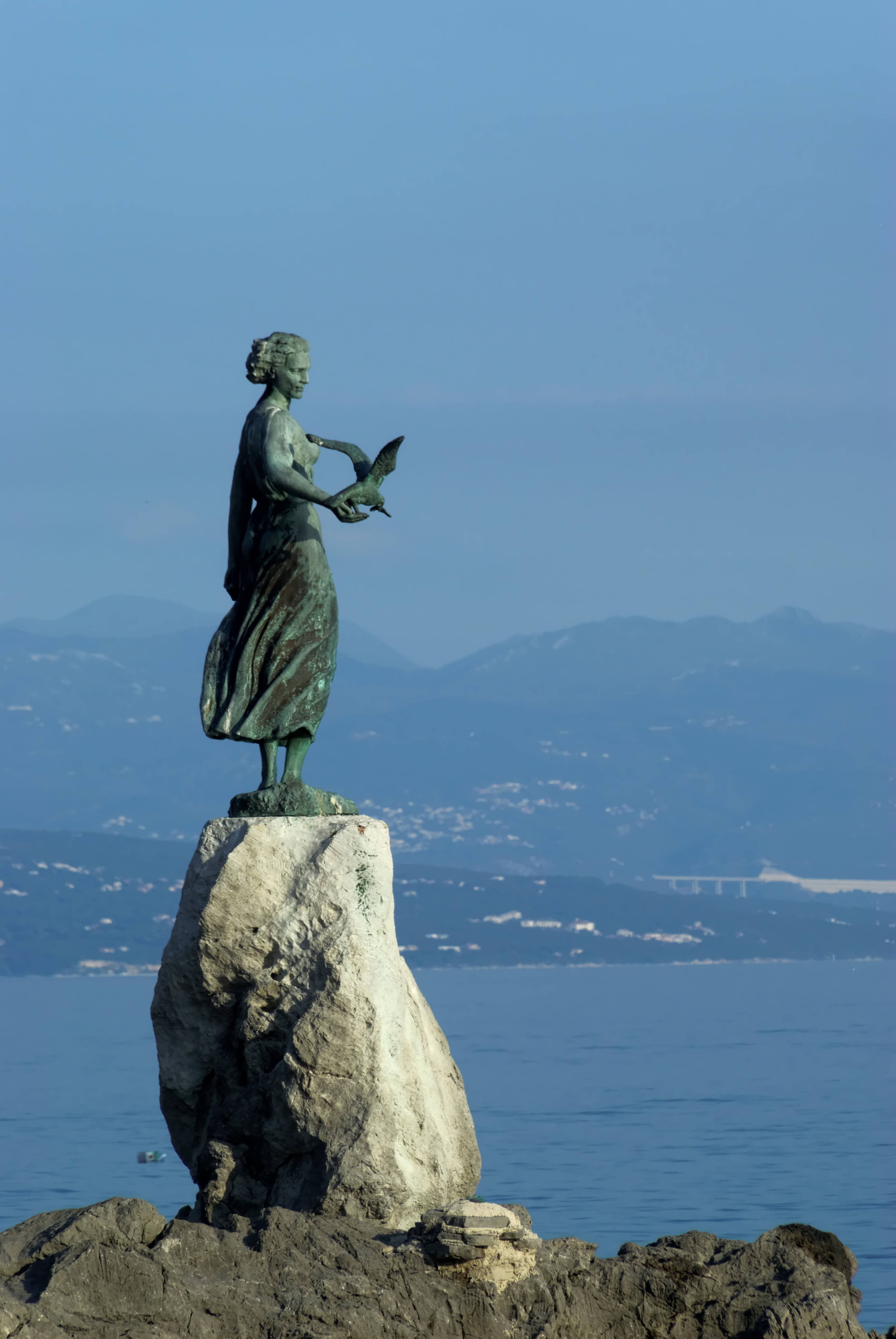
少女像とカモメ
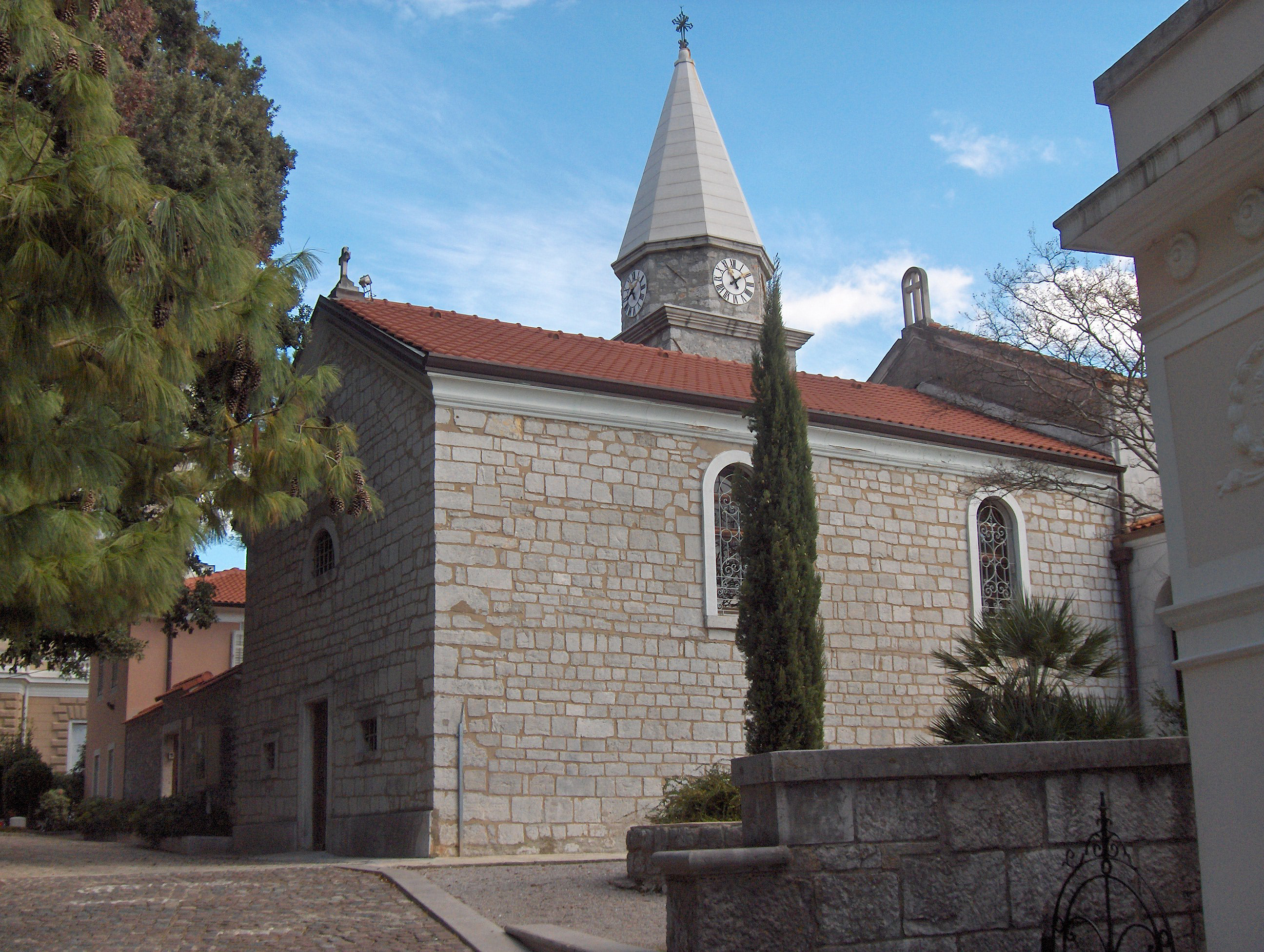
聖ヤコブ教会
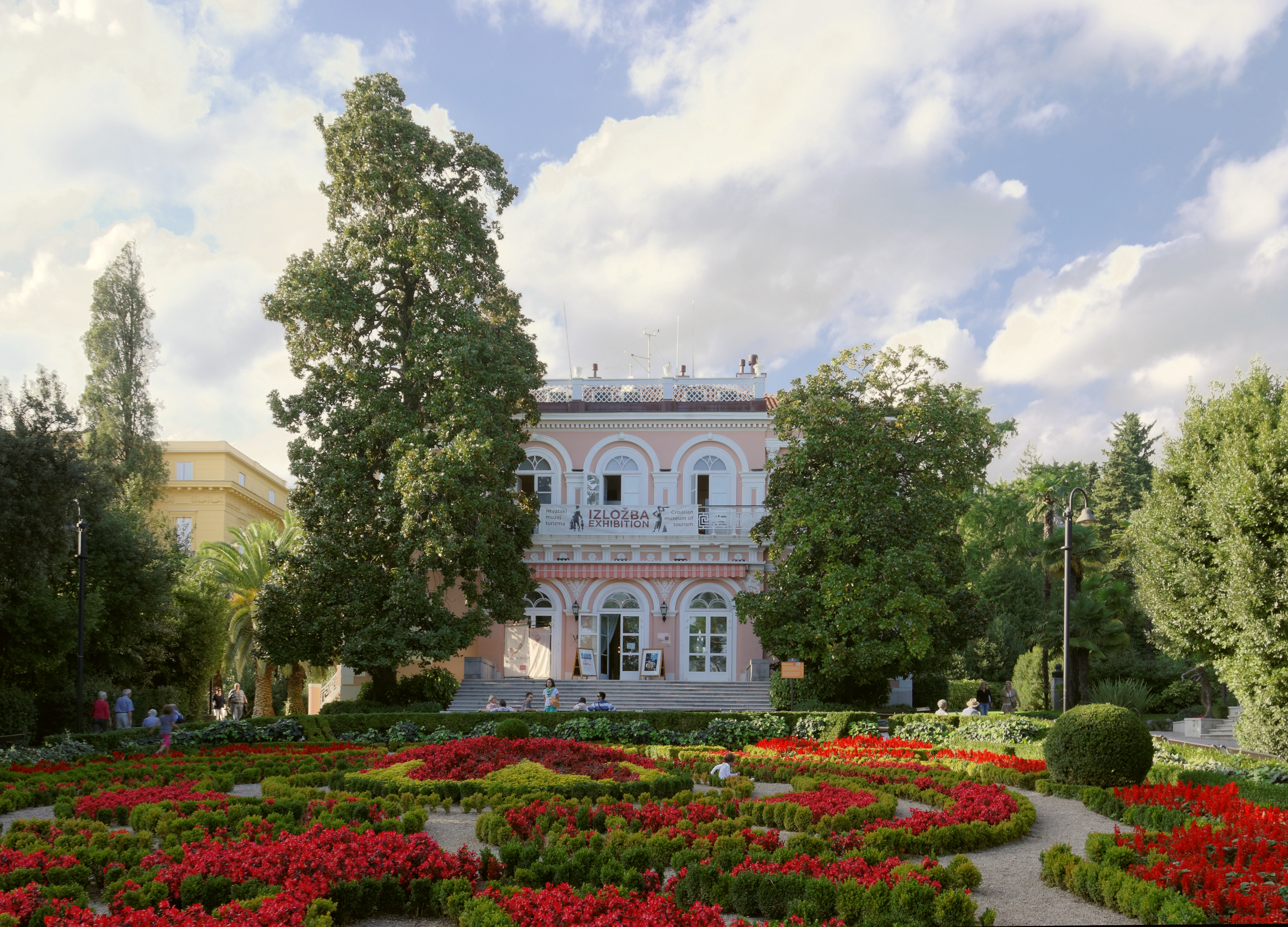
ヴィラ・アンジョリーナ
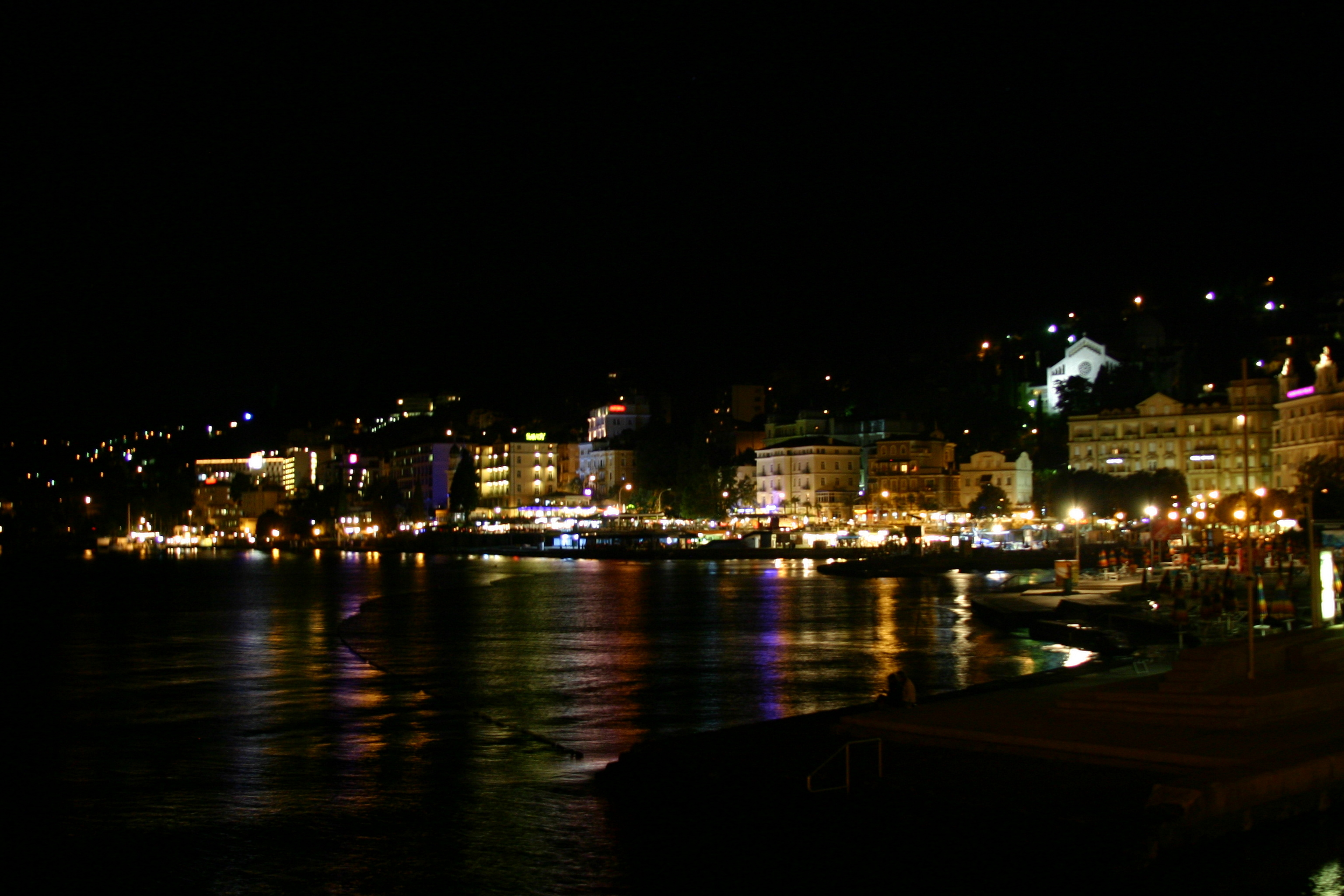
夜のオパティヤ沿岸